# Busto di Andrea Mantegna

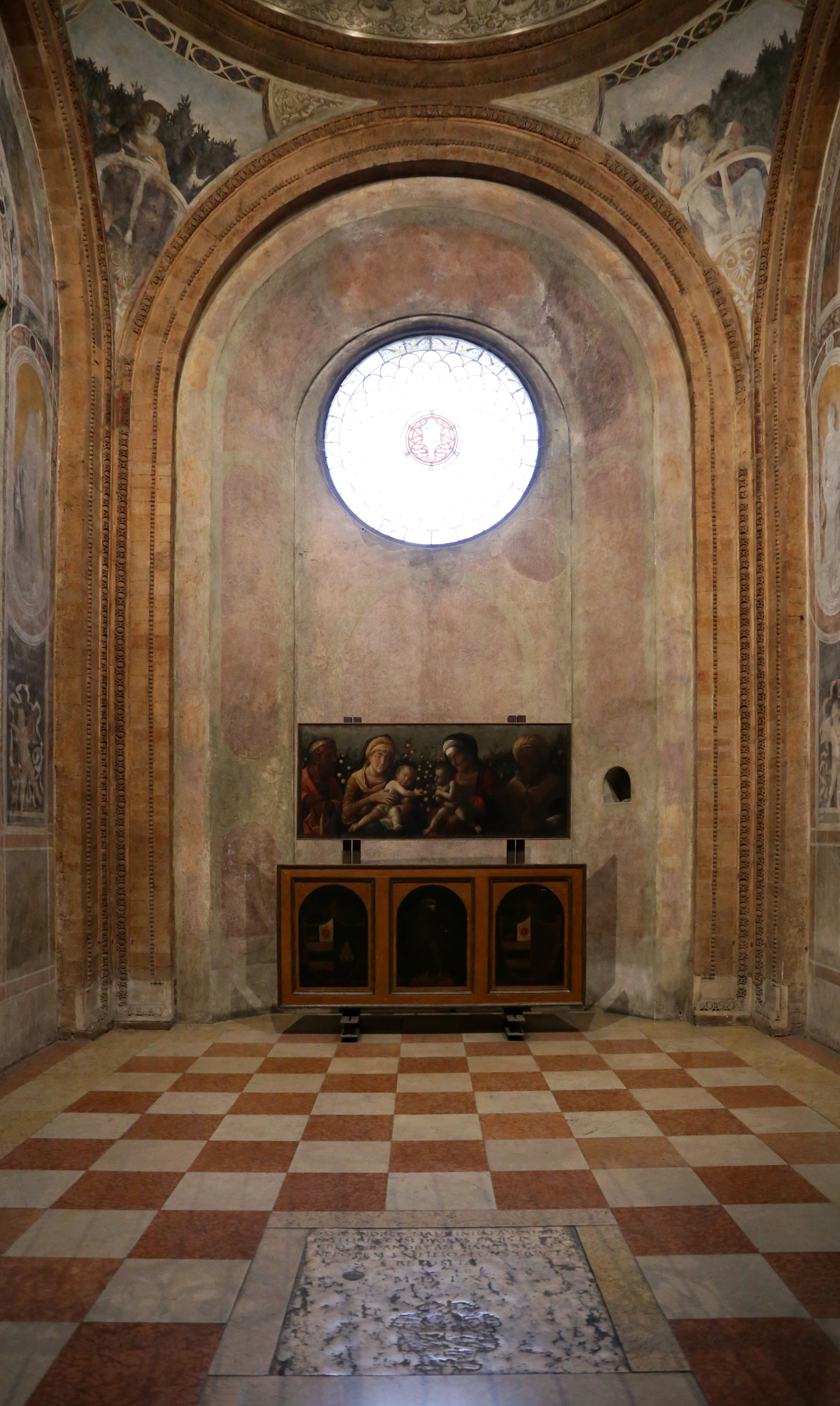
Interno della Cappella funeraria di Andrea Mantegna.

Il busto di Andrea Mantegna è un'opera in bronzo di incerta attribuzione, databile alla fine del XV secolo e conservata nella sua cappella funeraria, all'interno della basilica di Sant'Andrea a Mantova.

## Storia
È collocato alla sinistra della tomba nella cappella fatta decorare dai figli dell'artista, Ludovico e Francesco, e da un giovane pittore che forse si trovava in città già alla morte del vecchio artista, Antonio Allegri da Correggio, al quale spettò probabilmente l'ideazione del complesso decorativo e una buona parte della stesura. All'interno sono presenti altre opere di Mantegna: Sacra Famiglia e famiglia del Battista e Battesimo di Cristo.

## Attribuzione
- Andrea Mantegna (1431-1506),[1][2][3][4] il busto bronzeo, anche se fuso da altri, è stato probabilmente plasmato dal Mantegna stesso;
- Gian Marco Cavalli (1454 c.-1508 c.);[5][6][7][8]
- Sperandio Savelli (1431 c.-1504);[3][9]
- Sperandio Miglioli (Melioli) (1448?-1528).[10][11][12]